# Scrap Mechanic
Scrap Mechanic é um videogame sandbox desenvolvido para Windows pelo estúdio de jogos Sueco Axolot Games, no qual os jogadores podem construir máquinas, veículos e edifícios e compartilhar suas criações online via Steam Workshop. A a primeira versão do jogo, lançada em 20 de janeiro de 2016, possuía apenas um modo criativo, com acesso ilimitado a todas as peças e recursos disponíveis para construção. No dia de seu lançamento, era o jogo mais vendido no Steam e estima-se que houve 1-2 milhões de vendas. Conforme o desenvolvimento foi progredindo, foram lançadas diversas versões com correções e novos recursos, incluindo um novo modo de jogo chamado Modo Desafio. A atualização do modo de sobrevivência para o jogo, com novas mecânicas de jogo, incluindo mobs, agricultura, extração de recursos e a primeira aparição de bioma aquático, além da implantação da geração de mundo aleatória foi lançada em 7 de maio de 2020. Foi o terceiro jogo mais vendido no Steam na semana após a atualização.

## Gameplay

### Modo sobrevivência
Os jogadores iniciam o jogo no local de uma nave espacial acidentada e em chamas, com itens e recursos limitados incluindo a primeira e mais básica ferramenta, um martelo. Para avançar, eles devem procurar alimentos e recursos. A nave localizada no cenário possui uma cama que serve como ponto de respawn e um robô chamado de Craftbot que é capaz de criar itens básicos, que requer uma Master Battery para ser ativado.
Próximo ao ponto inicial pode ser encontrado um lago no qual há um cartaz com instruções e suprimentos para iniciar uma pequena colheita. Pelo caminho podem ser encontradas também loot boxes que o jogador pode destruir com seu martelo e adquirir suprimentos.
De acordo com o progresso no jogo durante a exploração, o jogador encontrará diversas estruturas, uma delas sendo a principal para o avanço, a Estação Mecânica, onde se tem acesso a máquinas mais avançadas como o Craftbot mais avançado que é capaz de criar todos os outros itens disponíveis. E a Estação de Refino, que automatiza o processo de refino das matérias primas.
Outros locais incluem estruturas em ruínas cheias de robôs inimigos, caixas de suprimentos e baús com loot, o esconderijo do trader, onde os itens podem ser comprados com recursos colhidos e refinados, e armazéns, grandes edifícios que armazenam suprimentos mais avançados e necessitam de uma chave de acesso que deve ser obtida derrotando um dos robôs.
O mundo é habitado por diversos robôs hostis, que possuem suas peculiaridades no ataque. São eles:
- Totebots - Se assemelham a aranhas e atacam utilizando um fio eletrificado que possui na cabeça como um chicote. Ao serem mortos dropam placas de circuito e há uma pequena chance de sua cabeça ser lançada e se tornar coletável.
- Haybots - Robôs laranjas que fazem alusão a trabalhadores de campos de trigo, atacam utilizando uma espécie de tridente que utilizam também para se locomover. Ao serem mortos dropam suas pernas, que podem ser refinadas para scrap metal, e tem chances de droparem kits de componente.
- Tapebots - São robôs encontrados guardando os armazéns ou em raids de alto nível. Eles atiram rolos de fita e podem ser mortos com um tiro, dropando baterias. Existe também uma variação que atira fitas explosivas, e explodem ao ser derrotados.
- Farmbots - Grandes robôs que possuem uma espécie de foice e uma arma que atira quimico. Somente sofre dano através de tiros e ao ser derrotado explode e dropa chave de armazém.

### Modo criativo
O primeiro modo adicionado ao Jogo, nele o player possui acesso a todos os itens e é invencível. Todos os itens possuem nível máximo e não requerem recursos para serem utilizados, como motores. Algumas mecânicas do modo sobrevivência não estão presentes, como plantações, recursos exploráveis e biomas aquáticos. 